# Centre du renseignement terre
Le centre du renseignement terre (CRT) est une unité militaire de l'Armée de terre française.
Il est spécialisé dans le renseignement d'intérêt terre.

## Historique
Le centre du renseignement terre (CRT) est créé à Strasbourg le 28 septembre 2016. Le 8 octobre 2017, il reçoit la garde de l'étendard du 8e régiment de hussards.
Le CRT est déclaré pleinement opérationnel en juillet 2020. Installé au sein du quartier Stirn et directement rattaché au Commandement des actions dans la profondeur et du renseignement, il compte environ 200 spécialistes.

## Mission
La mission du centre est de coordonner et produire le renseignement d'intérêt terre.
Il veille, traite et exploite les informations provenant de différents capteurs et fournit des analyses aux postes de commandement déployés en opérations.